# رونالد كوفمان
رونالد كوفمان (بالإنجليزية: Ronald Kauffman)‏ هو متزلج فني أمريكي، ولد في 25 ديسمبر 1946 في سياتل في الولايات المتحدة.

## وصلات خارجية
- رونالد كوفمان على موقع أوليمبيديا (الإنجليزية)